# حمام قاسم بیگ باکو

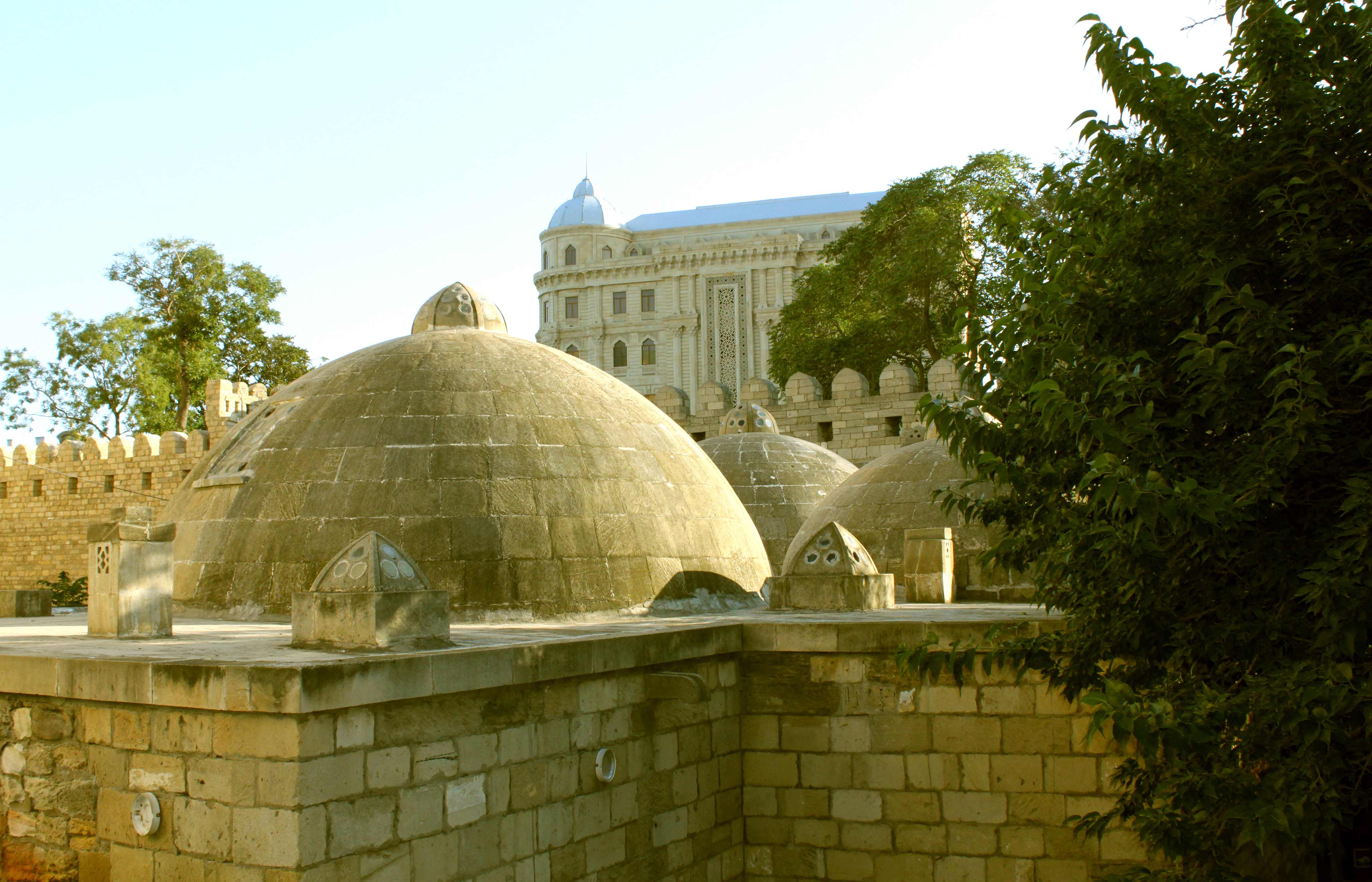
حمام قاسم بیگ باکو

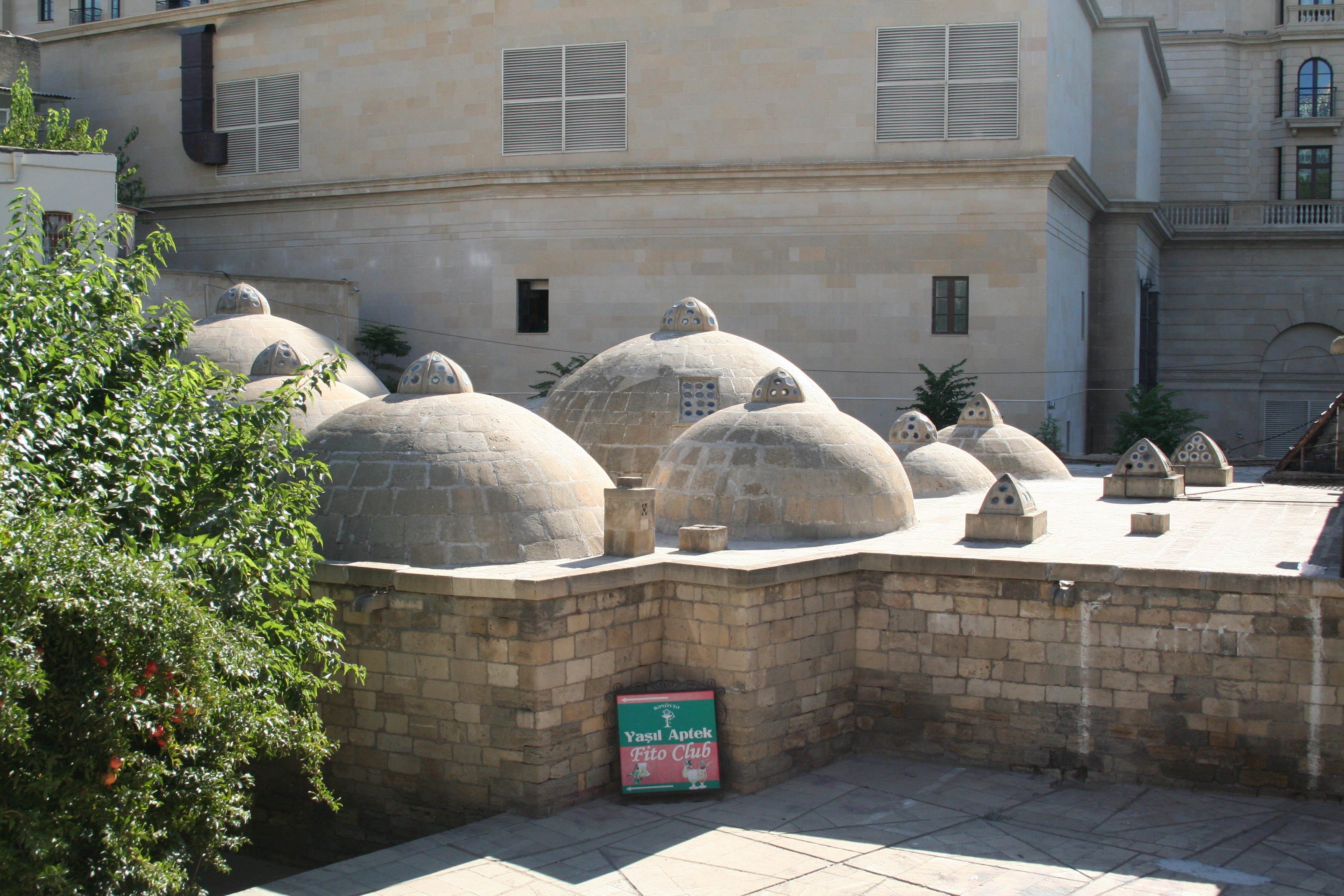
حمام قاسم بیگ واقع ایچری شهر

حمام قاسم بیگ (به ترکی آذربایجانی- Qasım bəy hamamı) در دوران زمامداری «خلیل‌الله یِکُم» در قرابت دروازهٔ «سلیان» (درهای سلیان) ساخته شده‌است. از آنجایی که در این حمام به آبتنی کنندگان به همراه چای شیرینی نیز سرو می‌شود، در ریشه‌شناسی عامیانه به نام «حمام شیرین» نیز معروف می‌باشد.

## دربارهٔ حمام

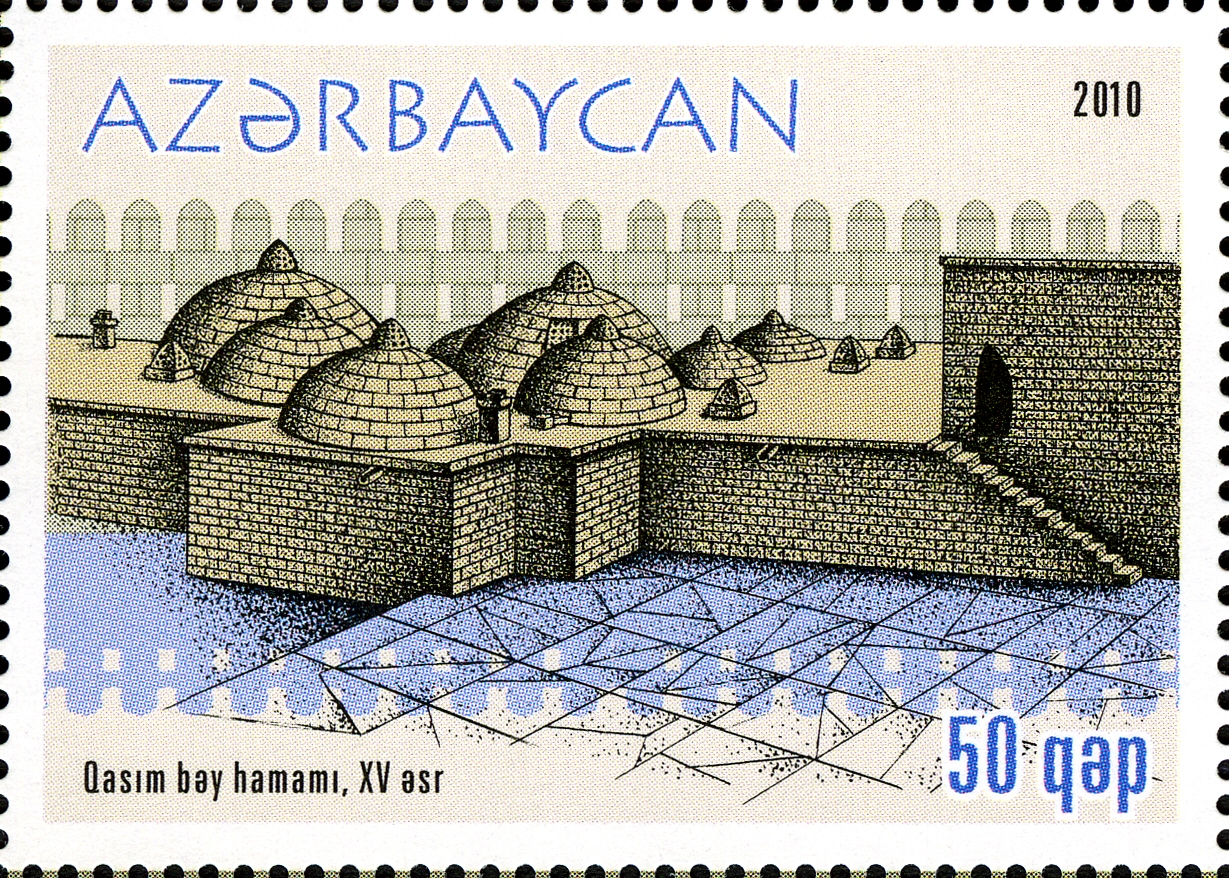
تصویر حمام قاسم بیگ روی تمبر پستی (۲۰۱۰)

حمام بر اساس سبک معماری سنتی ساخته شده‌است. از جملهٔ تأسیسات حمام می‌توان به سالن ورودی، رختکن، وان‌ها، استخرها، موتور خانه اشاره کرد. طراحی اتاق‌های تعویض لباس و آبتنی واجد گنبدهای صلیبی‌شکل می‌باشند. گنبدهای اصلی واقع بر روی بخش‌های مرکزی شکل هشتگانه‌ای دارند. بهره‌برداری از طاق‌ها، قبه‌ها و گنبدها در طراحی قسمت داخلی گرمابه، همخوانی فوق‌العاده زیبایی در شکل‌گیری تلفیق مناسبی در عناصر سازه‌ای و معماری ساختمان ایجاد کرده‌است.
لوله‌های آبی جهت تأمین سیستم آب و گرمایش در داخل دیوارها و زیر کف کشیده شده‌است. طبق بازسازی‌هایی که در سال ۱۹۷۰ در حمام انجام شده‌است، آن به «داروخانه سبز» مبدل گشت. حمام قاسم بیگ یکی از آثار معماری منتسب به قرون وسطی محسوب می‌شود و توسط دولت جمهوری آذربایجان محفوظ می‌باشد.